# Список українських ТРЦ знищених Росією
Список українських ТРЦ знищених Росією — лише за перші чотири місяці війни в Україні Росія знищила двадцять чотири торгові центри загальною вартістю понад 10 млрд доларів. Нижче наведені найвідоміші зі знищених торгових центрів:
| #  | Назва торгового центру     | Місцезнаходження | Дата                 | Кількість постраждалих                           | Опис |
| -- | -------------------------- | ---------------- | -------------------- | ------------------------------------------------ | --- |
| 1  | «Порт-Сіті»                | Маріуполь        | -                    | -                                                | З поновленням бойових дій у місті розграбований мародерами, а згодом, в їх розпалі, зруйнований |
| 2  | «Епіцентр»                 | Чернігів         | 28 лютого 2022 року  | -                                                | Згоріла значна частина ТРЦ після російського артобстрілу, компанія запланувала його відбудову на літо 2024 року. |
| 3  | «Fabrika» («Фабрика»)      | Херсон           | 1 березня 2022 року  | -                                                | ТРЦ Fabrika, який знаходиться на території колишнього Херсонського бавовняного комбінату, був зруйнований російськими військами на початку повномасштабного вторгнення, в березні 2022 , коли російська армія зайшла до міста. У результаті в будівлі почалася пожежа, а співробітники ДСНС не змогли її загасити через постійні обстріли. |
| 4  | «Джаз»                     | Сєвєродонецьк    | 4 березня 2022 року  | -                                                | Частково зруйновано фасад будівлі |
| 5  | «Nikolsky» («Никольський») | Харків           | 9 березня 2022 року  | -                                                | Пошкоджено купол ТРЦ, після пожежі обрушилася частина конструкцій. Був найбільший торговельний центр міста. |
| 6  | «Lavina Mall»              | Київ             | 14 березня 2022 року | -                                                | Пошкоджено фасадну частину будівлі |
| 7  | «Retroville»               | Київ             | 20 березня 2022 року | Загиблі — 8, поранені — 1                        | Була зруйнована значна частина торгового центра, а також прилеглі автомобілі, фітнес-клуб Sport Life та бізнес-центр. Мер Києва Віталій Кличко заявив, що сильно пошкоджені й сусідні будинки, і щонайменше вісім людей загинули. Штаб-квартира мережі супермаркетів Novus, розташована в бізнес-центрі, була «майже повністю знищена». Постраждав і їхній флагманський супермаркет, розташований у торговому центрі: в ньому, зокрема, обвалилася стеля. |
| 8  | «Епіцентр»                 | Буча             | 20 березня 2022 року | -                                                | ТЦ «Епіцентр» у Бучі знищено повністю. Компанія планує його відбудувати. |
| 9  | «Караван»                  | Харків           | 7 квітня 2022 року   | -                                                | - |
| 10 | «Riviera»                  | Одеса            | 9 травня 2022 року   | -                                                | Внаслідок російського ракетного обстрілу міста Одеси майже повністю знищено торговий центр «Рів'єра», з'явилася пожежа на площі 1000 кв. «Повністю зруйновані кулінарія, пекарня, м'ясний, рибний, оздоблювальний цех, офісні приміщення». |
| 11 | «Восторг»                  | Харків           | 7 червня 2022 року   | -                                                | Російська ракета вразила вхід до супермаркету, а також обрушила фасад та перекриття двох поверхів. |
| 12 | «Амстор»                   | Кременчук        | 27 червня 2022 року  | Загиблі >20, поранені — 61+ (26 госпіталізовано) | ПКС Росії здійснили запуск ракети Х-22 з літака Ту-22М3 з курського напрямку. За початковими даними, до удару по торговому центру можуть бути причетні льотчики 52-го гвардійського важкого бомбардувального авіаційного полку (в/ч № 33310), що базується на військовому аеродромі Шайківка в Калузькій області. За даними керівника Полтавської обласної військової адміністрації Дмитра Луніна, щонайменше 16 людей загинуло і 56 отримало поранення. Масштаби і характер пожежі, площа якої склала 10 300 м², змусили державні органи залучати до її гасіння та пошуково-рятувальних робіт оперативні групи ДСНС Полтавської, Черкаської, Кіровоградської областей та міста Києва. Постраждалі були й серед рятувальників ДСНС: 29 червня близько 4-ї години ранку, під час підготовки до демонтажу залізобетонних плит стався зсув однієї з них. Троє співробітників ДСНС отримали травми. |
| 13 | «Fozzy»                    | Одеса            | 14 серпня 2023 року  | -                                                | Повністю знищено |
| 14 | «Епіцентр»                 | Харків           | 25 травня 2024 року  | 19 загиблих, 54 поранених                        | Удар по Харкову 25 травня 2024 року |
| 15 | «Мега Оскар»               | Нова Каховка     | -                    | -                                                | - |
| 16 | «Південний Буг»            | Миколаїв         | -                    | -                                                | - |